# B.U.G. Mafia
B.U.G. Mafia (Bucharest Under Ground Mafia) é um grupo de hip hop da Romênia.